# Nojeon-en-Vexin

Nojeon-en-Vexin este o comună în departamentul Eure, Franța. În 1 ianuarie 2022 avea o populație de 347 de locuitori.